# Џоел Кортни
Џоел Кортни (енгл. Joel Courtney; Монтереј, 31. јануар 1996) амерички је глумац. Познат је по улози у филму Супер 8 и филмској серији Штанд за пољупце.

## Детињство и младост
Кортни је рођен 31. јануара 1996. године у Монтереју, Калифорнија, а одрастао је у Москоуу, Ајдахо, где је похађао Школу Логос, класичну хришћанску школу. Док је још живео у Ајдаху, Кортни је отпутовао у Лос Анђелес током прве седмице свог летњег распуста 2010. године, у нади да ће бити у реклами и зарадити 100 долара.

## Приватни живот
У фебруару 2020. запросио је своју дугогодишњу девојку, Мију Шолинк. Венчали су се 27. септембра 2020. године.

## Филмографија

### Филм
| Година | Српски назив        | Изворни назив | Улога          | Напомене |
| ------ | ------------------- | ------------- | -------------- | -------- |
| 2011.  | Супер 8             |               | Џо Ламб        |          |
| 2012.  |                     |               | млади Тони     |          |
| 2013.  |                     |               | Ник Мадсен     |          |
| 2014.  | Мерси               |               | Бади Брукнер   |          |
| 2014.  |                     | Дејвид        |                |          |
| 2014.  |                     | Том Сојер     |                |          |
| 2016.  | Драга Еленор        |               | Били Хобгуд    |          |
| 2016.  |                     | Диз           |                |          |
| 2017.  | Ј*&#ш матурско вече |               | Кол Рид        |          |
| 2018.  |                     |               | Зак Хендерсон  |          |
| 2018.  | Штанд за пољупце    |               | Ли Флин        |          |
| 2020.  | Штанд за пољупце 2  |               | Ли Флин        |          |
| 2020.  | Празан човек        |               | Брендон Бејбам |          |
| 2021.  | Штанд за пољупце 3  |               | Ли Флин        |          |
| 2023.  |                     |               | Грег Лори      |          |
| 2024.  | Играчи              |               | Литл           |          |

### Телевизија
| Година | Српски назив | Изворни назив | Улога           | Напомене                                  |
| ------ | ------------ | ------------- | --------------- | ----------------------------------------- |
| 2011.  |              |               | Џон Вестмор     | 2. епизоде                                |
| 2012.  |              |               | Грифин Џоунс    | телевизијски филм                         |
| 2015.  | Гласници     |               | Питер Мур       | главна улога                              |
| 2016.  | Агенти Шилда |               | Натанијел Малик | епизода: „Изгубљени рај”                  |
| 2017.  | АПБ          |               | Лук             | епизода: „Татина кућа”                    |
| 2019.  |              |               | себе            | такмичар                                  |
| 2020.  |              |               | себе            | епизода: „Да ли бисте радије пољубили...” |